# Maskek
Maskek je kyselý typ půdy běžný v arktických a boreálních oblastech, i když stejně tak se může vyskytovat i v jiných oblastech se studeným podnebím. Maskek je sice víceméně částečným synonymem pro bažinné půdy, ale standardním termínem je pro západní Kanadu a Aljašku (zatímco pojem bažina, bahnisko či mokřad je běžnější v ostatních oblastech světa). Termín je kríjského původu, kríjský výraz maskek (ᒪᐢᑫᐠ) znamená nízko položenou mokřinu. Rozsáhlá pásma této půdy existující na Sibiři mohou být nazývána jak maskek tak bažinaté půdy. Maskek se skládá z mrtvých rostlinných těl v různém stádiu rozkladu (dekompozice) (jako rašelina), různící se od téměř nedotčeného sphagna mechu až po vysoce rozložené bláto. Kousky dřeva, jako třeba pohřbené větve stromů, mohou tvořit až 15 procent tohoto rašelinného typu půdy. Maskek má tendenci mít hladinu podzemní vody velice blízko k povrchu. Podobným faktem je, že sphagna mechu, která tuto půdu také tvoří, mohou v sobě zadržovat patnáctkrát až třicetkrát více vody než je jejich vlastní váha. Tím umožňují houbovitě vlhkému maskeku vytvářet typický „kopečkovitý“ povrch země. Plošky maskeku v severských lesích nabízejí ideální podmínky pro bobry, láčky, některé druhy agarických hub (anglicky agaricales) a celou škálu dalších organismů.